# Сергій Апрельський
Сергій Апрельський (рос. Сергей Апрельский; нар. 14 квітня 1967, Ухта, Комі АРСР, РРСФР, СРСР) — російський актор театру, кіно та телебачення. Член Спілки кінематографістів Росії та Гільдії акторів кіно Росії.

## Життєпис
Сергій Апрельський  народився 14 квітня 1967 року в місті Ухта, Комі АРСР.
Закінчив відділення розмовного жанру Державного училища циркового та естрадного мистецтва імені Румянцева у 1993 році.
У 1993-2000 роках працював в Театрі-кабаре «Кажан».

## Особисте життя
Одружений з російською акторкою Ганною Гришиною. У подружжя є дочка Анастасія та син Трифон.

## Фільмографія
| Рік       |   | Українська назва                       | Оригінальна назва                         | Роль                                  |
| --------- | - | -------------------------------------- | ----------------------------------------- | ------------------------------------- |
| 2017      | с | Остання стаття журналіста              | Последняя статья журналиста               | Сергій Резніков, начальник міліції    |
| 2017      | с | Панночка та хуліган                    | Барышня и хулиган                         | криміналіст                           |
| 2015—2017 | с | Останній мент                          | Последний мент                            | Кленовський                           |
| 2015      | с | Ультиматум                             | Ультиматум                                | Роберт Стиков                         |
| 2014      | с | Останній день                          | Последний день                            | Анатолій Фонарьов                     |
| 2014      | с | Проєкт« Золоте око                     | Проект Золотой глаз                       | Володимир, співробітник ФСБ           |
| 2012      | ф | Васильки для Василини                  | Васильки для Василисы                     | Олексій Григорович                    |
| 2012      | с | Сомнамбула                             | Сомнамбула                                | Олександр Романович, вчитель музики   |
| 2012      | с | Шеф-2                                  | Шеф-2                                     | Валерій Карпатов                      |
| 2012      | ф | Мами                                   | Мамы                                      | фотограф                              |
| 2012      | с | Інспектор Купер                        | Инспектор Купер                           | Аркадій Смирнов                       |
| 2012      | с | Стрілець                               | Стелок                                    | Артамонов                             |
| 2010      | ф | Мій гріх                               | Мой грех                                  | перекладач з німецької мови           |
| 2010      | с | Буду пам'ятати                         | Буду помнить                              | В'ячеслав Самохвалов                  |
| 2010      | с | Ведмежий кут                           | Медвежий угол                             | Макс Орлов                            |
| 2008      | с | Моя прекрасна нянька                   | Моя прекрасная няня                       | Сергій Курносов                       |
| 2008      | ф | Цього вечора янголи плакали            | Этим вечером ангелы плакали               | француз                               |
| 2007—2008 | с | Янгол-охоронець                        | Ангел-хранитель                           | Ніколас                               |
| 2007      | ф | Коханий за наймом                      | Любимый по найму                          | актор                                 |
| 2006      | ф | Андерсен. Життя без кохання            | Андерсен. Жизнь без любви                 | Едвард Коллінз                        |
| 2005      | с | Хіромант                               | Хиромант                                  | ведучий ток-шоу                       |
| 2005      | с | Полювання на ізюбра                    | Охота на изюбря                           | Шура («Лось»)                         |
| 2005      | ф | Попса                                  | Попса                                     | Сашко («Бульдозер»)                   |
| 2004      | с | По той бік вовків-2                    | По ту сторону волков-2                    | Шалий                                 |
| 2004      | с | Сармат                                 | Сармат                                    | Бурлак, капітан                       |
| 2004      | с | Злодії та повії. Приз — політ в космос | Воры и проститутки. Приз — полёт в космос | Вітторіо Відаль                       |
| 2003      | с | Янгол на дорогах                       | Ангел на дорогах                          | Радік Сморчков                        |
| 2003      | с | Смак вбивства                          | Вкус убийства                             | Стас                                  |
| 2003      | с | Повернення Мухтара                     | Возвращение Мухтара                       | Юрій Поцелуєв                         |
| 2002      | ф | Антикілер                              | Антикиллер                                | Сергій Сіхно, «Псих»                  |
| 2002      | с | Бригада                                | Бригада                                   | Сергій Дмитрович Мухін «Муха», бандит |
| 2002      | с | Марш Турецького                        | Марш Турецкого                            | Гриша Малий                           |
| 2002      | ф | Очі Ольги Корж                         | Глаза Ольги Корж                          | Олег                                  |
| 2002      | с | Мій кордон                             | Моя граница                               | капітан Пазіков                       |
| 2001      | с | На розі біля Патріарших-2              | На углу у Патриарших-2                    | адміністратор                         |
| 2001      | с | Дружна сімейка                         | Дружная семейка                           | Дід Мороз                             |
| 2001      | с | Далекобійники                          | Дальнобойщики                             | міліціонер                            |
| 2001      | ф | Мамука                                 | Мамука                                    | «наперсточник»                        |
| 1998      | ф | Ворошиловський стрілець                | Ворошиловский стрелок                     | продавець зброї                       |
| 1998      | ф | Круті менти                            | Крутые менты                              | Сєва Райський                         |